# 蒙特蘇馬二世
蒙特苏馬二世（西班牙語：Moctezuma II；納瓦特爾語： moteːkʷ'soːma ʃoːko'joːtsin；約1475年—1520年6月29日），一譯蒙特祖馬二世、蒙特蘇马·索科約特辛（“年轻的蒙特蘇马”），古代墨西哥阿茲特克帝國的特諾奇蒂特兰君主。他曾一度稱霸中美洲，最後卻被西班牙征服者埃尔南·科爾特斯所征服，導致阿茲特克帝國灭亡。

## 有關蒙特蘇馬二世的歷史資料

### 《征服新西班牙信史》
於十六世紀初入主中美洲的西班牙人，曾經對蒙特蘇馬二世作了不少記述。較為重要的一部，是士兵貝爾納爾·迪亞斯·德爾·卡斯蒂略的《征服新西班牙信史》。該書提到埃尔南·科爾特斯對阿茲特克地區的征戰，以及蒙特蘇馬二世與中美洲諸部落間縱橫捭闔的關係。作者亦親身參與征戰活動，還曾晉見過蒙特蘇馬二世，故該書史料價值極高。

### 《西印度毀滅述略》
當代的一位神父巴托洛梅·德拉斯·卡薩斯所撰寫的《西印度毀滅述略》中的篇章《新西班牙的毁滅》，亦簡明扼要地談到蒙特蘇馬二世的敗亡過程。

## 蒙特蘇馬二世治下的墨西哥城

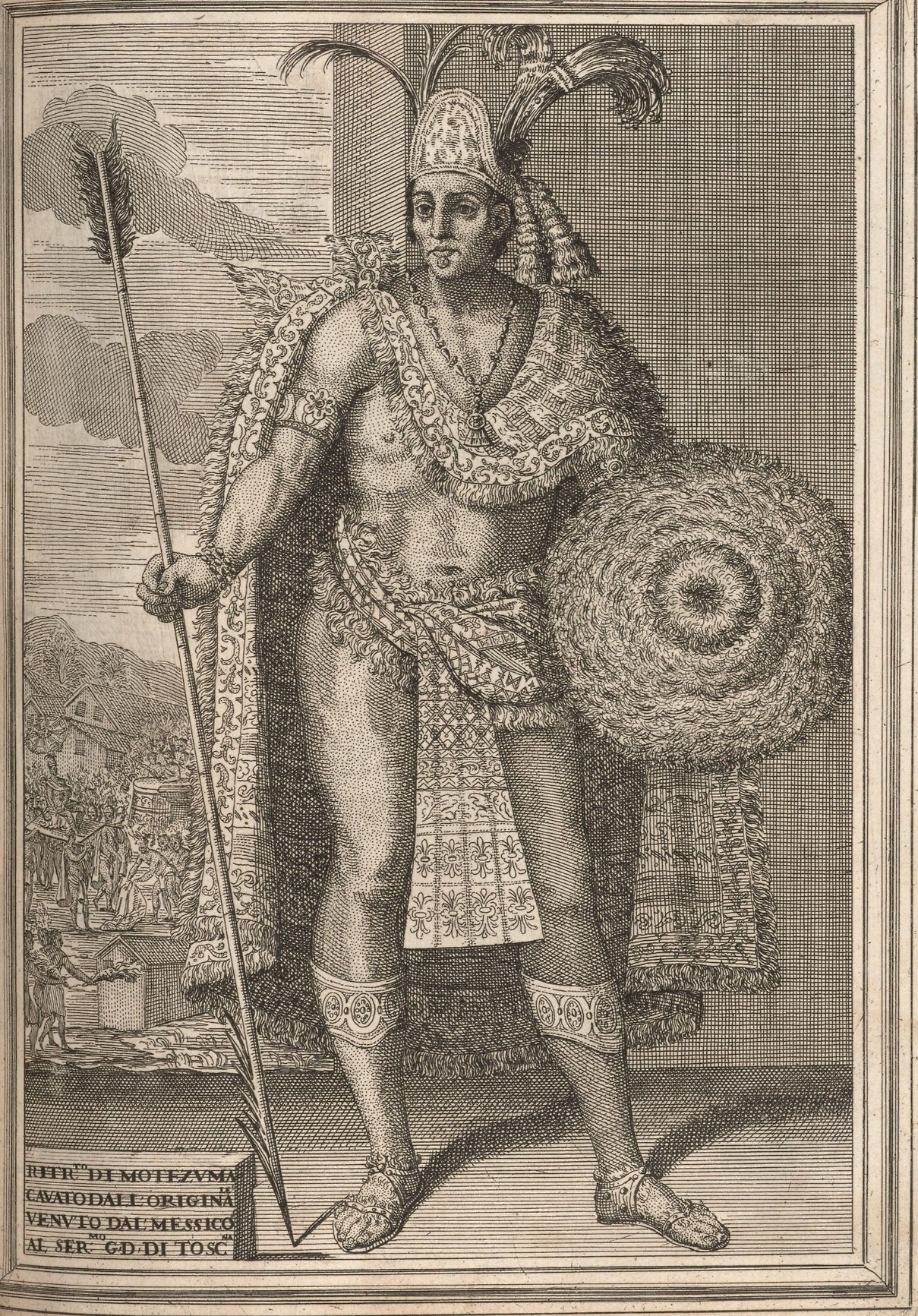
蒙特蘇马二世，来自Historia de la conquista de México，1699年

### 城守
據十六世紀西班牙征服者留下的資料說，該城「築於湖上，只有幾條堤道可以通往城內，每條堤道有幾個口子，上面架有木橋，進出城都要從這些橋上通過，一旦把橋吊起，就無法從橋的這頭走到另一頭，也就無法進入城內；城裡大部份房屋建於湖上，如無吊橋或小船，房屋之間便不能相通，每幢房子的屋頂上都有平台，平台上修有壁障，可供作戰用。」
將建築物築於水上的設計，並在屋頂修整戰鬥設施，對於守城起到了相當大的幫助。據卡斯蒂略所說，西班牙人在1521年攻打墨西哥城新君主夸烏特莫克時，每攻到一個建築物時，隨即被前面的水道攔阻，難以迅速行軍，他又提到當時西班牙軍的狼狽：「我們便想方設法把我們攻佔的水道堵死，把房屋或街區拆毁、夷平，因放火燒須焚燒很久，又因每幢房屋都建在水上，不過橋或坐船，便無法從一處到另一處去，所以火勢也無法從一幢房屋傳到另一座房屋去。我們若從水上泅渡，他們便從屋頂給我們以重創。」

### 市集
蒙特蘇馬二世時，墨西哥城的商業既繁榮又具規模，是中美洲的商業中心，「整個新西班牙出售的商品，這裡樣樣皆有」；「平民和商人熙來攘往，一切井然有序」；「各種商品分開出售，絕不相混，而且都有固定的攤住」。而貨品亦繁多，有金銀、寶石、羽毛、布匹、刺綉品、奴隸、家禽、水果、熟食、木材、煙草等等。

### 神廟
蒙特蘇馬二世時代，墨西哥城內有眾多廟宇，而且都是富麗堂皇，「每四五個街區就有一座神廟及其偶像。」而特諾奇蒂特蘭人所信奉的神祇，則有戰神維齊洛波奇特利神、大人物、男子及女子的婚姻守護神等。此外，墨西哥城有大量祭司，負責向神祇獻祭。
當中較為重要的，是戰神的大神廟。這座神廟範圍廣闊，蒙特蘇馬二世本人亦會親自到該廟致祭。廟內的祭司，會用人的心臟作祭品。

## 與阿茲特克各部落的關係

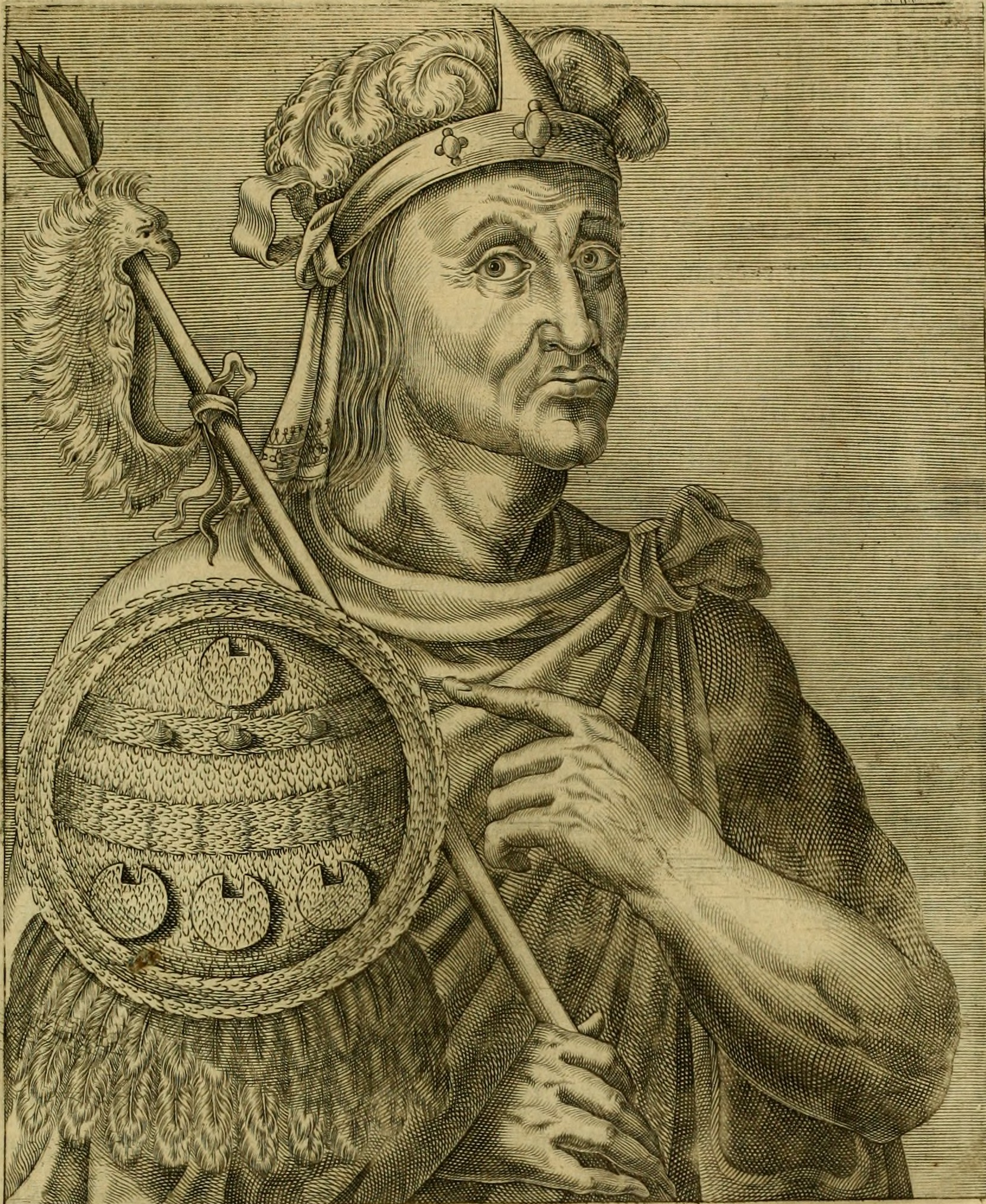
蒙特蘇马二世，来自Le vrais pourtraits et vies des hommes illustres，巴黎，1584年

### 貢稅冊
蒙特蘇馬二世對於他所統屬的部落，每當要徵收貢品時，都會依「貢稅冊」來收取。貢稅冊記載了納貢的黃金等物從何處運來，何處有金礦、可可及棉布製品；從貢稅冊內可以看到這些地區向墨西哥城納貢的數字。

## 墨西哥城的動亂與身亡

### 埃尔南·科爾特斯部將阿爾瓦拉多在墨西哥城被圍
當埃尔南·科爾特斯在墨西哥城駐紥了一段日子後，他的政治對手古巴總督迭戈·貝拉斯克斯（Diego Velázquez de Cuéllar）派出納瓦埃斯（Pánfilo de Narváez），務求追捕科爾特斯。科爾特斯親自率軍迎戰，期間只留下阿爾瓦拉多（Pedro de Alvarado）駐紥墨西哥城。科爾特斯擊敗納瓦埃斯後，回墨西哥城時郤得悉，在他離開期間，阿爾瓦拉多在一次阿茲特克人的祭神活動中，竟出兵襲擊，多名阿茲特克人被殺傷。（《征服新西班牙信史》載，阿爾瓦拉多向埃尔南·科爾特斯解釋是由於阿茲特克要殺他，他才先下手為強。而蒙特蘇馬二世則「不願意看到這樣的事發生」，他「倒是安撫墨西哥人，勸他們停止進攻」。）事件令阿茲特克人大為憤恨，這亦是墨西哥城動亂的導火線。於是便攻擊阿爾瓦拉多的駐軍。一直到埃尔南·科爾特斯返回墨西哥城時，便遭受更大規模的襲擊。

### 遇害身亡
埃尔南·科爾特斯回到墨西哥城時，第一時間便是去找蒙特蘇馬二世，但卻惹來更多阿茲特克人來襲。埃尔南·科爾特斯利用蒙特蘇馬二世與起事者談判，但阿茲特克人已另立奎特拉瓦克（Cuitláuac）為新王，談判註定失敗。
據貝爾納爾·迪亞斯·德爾·卡斯蒂略所說，蒙特蘇馬二世是在西班牙士兵的看守下，到住所的屋頂與阿茲特克人談判。突然阿茲特克人向蒙特蘇馬二世投擲無數石塊和投槍，三塊石頭擊中他，一塊擊中頭部，一塊擊中手臂，一塊擊中腿。在旁的西班牙人要求蒙特蘇馬二世接受治療，但他不接受，並在不久後死去。時為1520年6、7月間。

### 身後
蒙特蘇馬二世死後，埃尔南·科爾特斯決定率領西班牙士兵及同行的其他印第安人，撤離墨西哥城。在撤走時，阿茲特克對之窮追猛打。雖然埃尔南·科爾特斯最終成功撤離，但據估計，約有860西班牙人及1200特拉斯卡拉人（與埃尔南·科爾特斯同盟的印第安人部族）被殺。這次事件發生在1520年6、7月間的一個晚上，歷史上稱之為「悲痛之夜」（La Noche Triste）。西班牙人遭此慘敗，決定要反攻墨西哥城。1521年年中，埃尔南·科爾特斯率軍圍攻墨西哥城，經過93天日以繼夜的激戰後，阿茲特克的君王夸烏特莫克被擒，阿茲特克至此滅亡。
阿茲特克滅亡一百多年後，蒙特蘇馬二世的曾孫於1627年被西班牙國王封為「蒙特祖馬伯爵」，後經多次改號，又升為蒙特祖馬·德·圖爾騰戈公爵，他的後代世襲爵位至今。